# El techo del mundo (película de 2015)
El techo del mundo (en francés: Tout en haut du monde) es una película de animación franco-danesa dirigida por Rémi Chayé y estrenada en Francia el 27 de enero de 2016. En 2016 obtuvo el premio del público del Festival Internacional de Cine de Animación de Annecy. Fue producida por Sacrableu Productions, France 3 y distribuida por Shout! Factory. La música es de Jonathan Morali, y los dibujos de Liane-Cho Han.

## Argumento
Sasha es una joven de 15 años, nieta de un famoso aventurero ruso que desapareció a bordo del Davaï mientras exploraba una nueva ruta para llegar al Polo norte. Como fracasó, su grandiosa aventura fue objeto de desprestigio e incluso de burla. Sasha todavía es muy joven, pero tiene el espíritu aventurero del abuelo y sabe interpretar la información que dejó. Su familia, que pertenece a la aristocracia, espera obtener un cargo del zar y por eso la animan a olvidar su interés. La chica huye y se embarca en una aventura para encontrar al abuelo o al menos demostrar que cumplió su sueño.

## Ficha técnica
- Título original: Tout en haut du monde
- Dirección: Rémi Chayé
- Ayudante de dirección: Marie Vieillevie
- Guion: Claire Paoletti, Patricia Valeix y Fabrice de Costil
- Animación: Slaven Reese y Han Jin Kuang Lian-Cho
- Montaje: Benjamin Massoubre
- Música: Jonathan Morali
- Dirección artística: Liane-Cho Han, Slaven Reese
- Producción: Ron Dyens, Claus Toksvig Kjaer et Henri Magalon
- Estudios de producción: Sacrebleu Productions, Maybe Movies, 2 Minutes ey France 3 Cinéma.
- Distribución: Diaphana Films
- País: 
 Francia
 Dinamarca
- Duración: 80 minutos
- Formato: 2,35:1, color
- Fechas de estreno:
  -  Francia:
    - 15 de junio de 2015 (Festival Internacional de Cine de Animación de Annecy)
    - 27 de enero de 2016

  -  España:
    - 11 de marzo de 2016